# Ориол-парк на Кемден-ярдс
«Ориол-парк на Кемден-ярдс» (англ. Oriole Park at Camden Yards) или просто «Кемден-ярдс» — бейсбольный стадион, расположенный в Балтиморе (штат Мэриленд, США). Является домашним стадионом клуба Главной лиги бейсбола «Балтимор Ориолс». «Кемден-ярдс» стал первым среди стадионов высшей лиги, построенных в ретро-классическом стиле и до сих пор считается одним из красивейших спортивных сооружений. Строительство стадиона началось в 1989 году, а открытие состоялось в 1992 году. «Ориол-парк на Кемден-ярдс» заменил устаревший «Мемориал-стэдиум».
Бейсбольный стадион расположен в деловой части города, в нескольких кварталах от Иннер Харбор в спортивном комплексе Кемден-ярдс. В 2012 году «Ориолс» праздновали двадцатилетие стадиона и по этому случаю был запущен веб-сайт CamdenYards20.com. Само название стадиона «Ориол-парк», использующееся в название стадиона, использовалось и ранее для различных спортивных сооружений клубов Балтимора.